# Stan Valckx
Stanislaus Henricus Christina "Stan" Valckx, född 20 oktober 1963, är en nederländsk före detta professionell fotbollsspelare. Han spelade som mittback för fotbollsklubbarna VVV, PSV Eindhoven och Sporting Lissabon mellan 1983 och 2000. Valckx spelade också 20 landslagsmatcher för det nederländska fotbollslandslaget mellan 1990 och 1996.

## Titlar
Källa: 
| PSV Eindhoven - Eredivisie (5) - KNVB Cup (3) | Sporting Lissabon - Taça de Portugal (1) |